# زایلاوف
زایلاوف (به آلمانی: Sailauf) یک شهر در آلمان است که در آشافنبورگ واقع شده‌است. زایلاوف ۳٬۷۲۶ نفر جمعیت دارد.